# August Bohman
August Bohman, född 3 april 1871 i Folkärna, Kopparbergs län, död 6 februari 1928 i Sankt Matteus församling, Stockholms stad, var en svensk författare och redaktör. Han skrev flera psalmtexter till Svenska Missionsförbundets sångbok 1920 (SMF 1920).

## Psalmer
- Du död, vad är din vinning. Nr 145 i SMF 1920 under rubriken Jesu uppståndelse. Musiken uppges vara en "Tysk folkmelodi".
- I livets ljusa morgonstund. Nr 592 i SMF 1920 under rubriken Ungdomsmission. Till musik av J. Olof Lindberg. Samma melodi används också till nr 418 Min själ berömmer Gud med fröjd.
- Intet är fördolt i tiden. Nr 289 i SMF 1920 under rubriken Jesu efterföljelse. Tonsättare ej angiven.
- Jesus, låt din kärleks låga. Nr 567 i SMF 1920 under rubriken Ungdomsmission.Tonsättare anges inte, men melodin används också till nr 131 Jesus, du mitt liv, min hälsa från 1695. I svenska 1986 års psalmbok finns samma text med i psalm nr 578, till en melodi av tonsättaren Preben Nodermann från 1911.
- O Gud, din tron, ditt rike står. Nr 487 i SMF 1920 under rubriken Guds rike. Till musik av Hugo Sanner.
- O Gud, gå ej till doms med mig. Nr 743 i SMF 1920 under rubriken Uppståndelse och dom. Till musik av Axel Södersten.
- O Jesus, ditt ord är vårt ljus och vår lykta. Nr 548 i SMF 1920 under rubriken Ordets predikan. Tonsättare ej angiven, men samma melodi används också till nr 105 O Jesus, ditt namn är ett fäste i nöden och nr 240 I Jesus finns frälsning för syndare alla.
- O Jesus, du står på förklaringens berg. Nr 69 i SMF 1920 under rubriken Jesu person. Till musik av Karl Värnström.
- O Jesus, du trädde. Nr 114 i SMF 1920 under rubriken Jesu lidande. Till musik av J. Olof Lindberg.
- O segerkung, som bor i ljus. Nr 162 i SMF 1920 under rubriken Guds ande.  Till musik av Johann Crüger 1623.
- Se den skimrande daggen i morgonens ljus. Nr 586 i SMF 1920 under rubriken Ungdomsmission. Till musik av J. F. Ahlzén.
- Säg var finns en röst, som klingar. Nr 643 i SMF 1920 under rubriken Bröllop och familjefester. Till musik av Axel Södersten.
- Till dig, o Gud, vårt lov skall gå. Nr 696 i SMF 1920 under rubriken Årstiderna. Till musik, som också används till nr 21 Allt mänskosläktet av ett blod, av Burkhard Waldis från 1540.
- Till ljusets tron och rike. Nr 157 i SMF 1920 under rubriken Jesu himmelsfärd. Tonsättare ej angiven.